# Opera IX
Opera IX est un groupe de black metal italien, originaire de Biella, dans le Piémont. Après plusieurs démos, le premier album du groupe, The Call of the Wood est publié en 1995. Cadaveria quitte le groupe en 2001 pour fonder son propre groupe, Cadaveria. En 2015 sort un nouvel album studio du groupe intitulé Back to Sepulcro.

## Biographie

### Débuts (1988–1995)
Opera IX est formé en 1988 à Biella, dans le Piémont, par Ossian. En 1990, le groupe publie sa première cassette démo intitulée Gothik. Plusieurs changements de formation mènent Cadaveria à endosser le rôle de chanteur, Ossian de guitariste, Vlad de bassiste et Flegias de batteur. Le style musical du groupe à ses débuts est un mélange de metal gothique, death metal et black metal. La seconde démo, composée de quatre chansons, mène à un contrat pour un 7" EP, qui sera publié en 1993. Les 500 premiers exemplaires sont vendus en deux mois. En attendant, le groupe filme The Triumph of the Death  qui contient deux clips vidéo Born in the Grave et The Red Death.
À la fin de 1993, le claviériste Silent Bard rejoint le groupe. Le groupe publie son premier album studio, The Call of the Wood, en 1995 au label Miscarriage Records. L'album contient cinq chansons pour une durée totale de 60 minutes. Après cette publication, Opera IX remplace leur claviériste par Triskent. Opera participe à l'album-tribute A Call To Irons pour Iron Maiden, également publié au label Miscarriage Records. Le groupe choisit de reprendre la chanson The Rime of the Ancient Mariner.

### DeSacro CultoàAnphisbena(1996–2008)
En avril 1998, le deuxième album du groupe, Sacro Culto, est publié au label belge Shiver Records. Il contient six chansons pour une durée totale de 70 minutes. Le nouveau claviériste engagé par le groupe pour l'album est Lunaris. L'album est présenté en format digipack, et une vidéo est tournée pour la chanson Fronds of the Ancient Walnut.
En 2000, Opera IX signe avec Avantgarde Music. En août 2000, le groupe publie son troisième album, The Black Opera - Simphoniae Misteriorum in Laude Tenebrarum, enregistré aux Underground studios en Suède. Black Opera compte approximativement 18 000 exemplaires vendus. En septembre 2001, Avantgarde publie une réédition de The Call of the Wood avec une nouvelle couverture et deux chansons bonus : Rimes About Dying Stones et Born In The Grave.
Flegias et Cadaveria quittent le groupe pour former un nouveau projet musical appelé Cadaveria. Opera IX se reforme avec Taranis à la batterie, et Madras au chant. Leur quatrième album, intitulé Maleventum, est un album-concept sur la sorcellerie et le paganisme. Il est enregistré en janvier 2002 aux Damage Inc. studios de Ventimiglia. Madras et Taranis quittent à leur tour le groupe après avoir terminé l'album Anphisbena. En décembre 2003, la formation d'Opera IX se compose de M The Bard au chant, et de Dalamar à la batterie. Anphisbena est publié le 15 février 2005

### Nouveaux albums (depuis 2009)
Le groupe annonce un nouvel album prévu pour le début de 2011 au label Displeased Records. La session de batterie est effectuée par Dalamar,la basse par Vlad, et la guitare par Ossian. Le groupe poste également deux bandes-annonces de leur album à venir.
Le 15 avril 2011, le groupe met fin à ses activités avec Displeased Records car le label « ne garantit plus les accords qui ont été signés. » Ils signent alors, en juillet, un contrat avec Agonia Records. En novembre la même année, le groupe annonce la sortie de leur nouvel album Strix -Maledictae In Aeternum en janvier 2012.
Au début de 2012 sort leur sixième album studio, Strix - Maledictae in Aeternum,. En mai 2014, M. annonce son départ du groupe à cause de divergences musicales.. En fin de l'année, le groupe annonce sa nouvelle formation composée de m:A Fog à la batterie, Alexandros au clavier, et Scùrs à la basse.
En mars 2015, Opera IX signe au label Dusktone. Le 15 novembre 2015 sort le nouvel album du groupe intitulé Back to Sepulcro. Il marque les débuts de la chanteuse Abigail Dianaria, qui enregistre l'album aux côtés de Massimo Atomare à la batterie, Alessandro Muscio au clavier, et Scùrs à la basse. Le seul guitariste, Ossian D’Ambrosio, est le seul membre restant de la formation originale du groupe,.

## Membres

### Membres actuels
- Ossian – guitare (depuis 1988)[1]
- Scùrs – basse (depuis 2014)[1]
- M:A Fog – batterie (depuis 2014)[1]
- Alessandro Muscio – clavier (depuis 2014)[1]
- Abigail Dianaria – chant (depuis 2014)[1]

### Anciens membres
- Daniel Vintras – chant (1990)[1]
- Vlad – basse (1991-2014)[1]
- Flegias – basse (1992-2001)[1]
- Cadaveria – chant, clavier (1992-2001)[1]
- Silent Bard – clavier (1993-1995)[1]
- Triskent – clavier (1995-1997)[1]
- Lunaris – clavier (1997-2006)[1]
- Taranis – batterie (2001-2002)[1]
- Madras – chant (2001-2002)[1]
- Dalamar – batterie (2003-2014)[1]
- M. – chant, basse (2003-2014)[1]

## Discographie
- 1995 : The Call of the Wood
- 1998 : Sacro Culto
- 2000 : The Black Opera
- 2002 : Maleventum
- 2005 : Anphisbena
- 2012 : Strix - Maledictae in Aeternum
- 2015 : Back to Sepulcro